# 前田浩 (実業家)

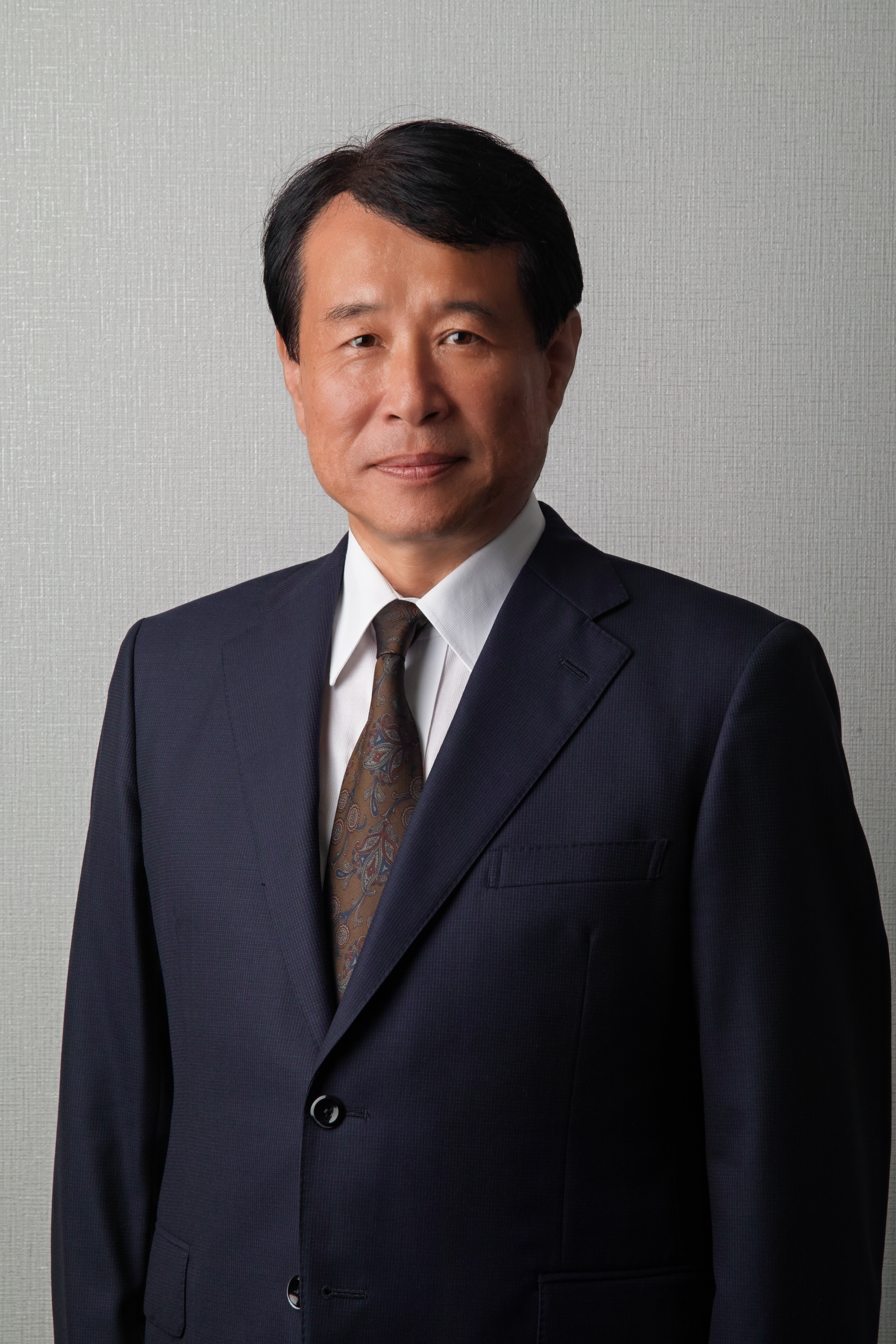

前田 浩（まえだ ひろし、1961年12月12日 - ）は、株式会社ニッソウの創業者で、同社の代表者でもある。東京都出身。

## 略歴
東京都立広尾高等学校中退後、芸能プロダクションに所属し、ナイトクラブやホテルラウンジなどでピアニストとして活動。その後、インテリア関連会社を経て1986年に独立して、クリエイテｨブリフォームオフィス・マエダを創業し、1988年に株式会社ニッソウを設立する。2018年、東京証券取引所TOKYO PRO Marketに同社を上場させる。その後2020年、同社を名古屋証券取引所セントレックス（現ネクスト市場）に市場変更させる。さらに2022年、同社を東京証券取引所グロース市場に上場させる。TOKYO PRO Marketから地方市場への上場は日本初で、その後のグロース市場上場も日本初である。

## 著書
- 『大家さんのための空室対策リノベーション』幻冬舎、2018年8月30日。ISBN 978-4-344-91886-3。　https://ndlsearch.ndl.go.jp/books/R100000002-I029163588